# 希科里羅克 (北卡羅萊納州)
希科里羅克（英語：Hickory Rock）是位於美國北卡羅萊納州富蘭克林縣的非建制地區。

## 地理
希科里羅克所處的海拔為高於海平面120米（即394英呎），而該地所採用的時區為UTC-5，即北美东部时区（EST）。同時該地設有夏令時間，為UTC-5調快一小時，即UTC-4（EDT）。